# Gellér Katalin
Gellér Katalin, Ruzsa Györgyné (Budapest, 1946. szeptember 11. –) magyar művészettörténész, Ruzsa György művészettörténész felesége.

## Életpályája
1971-ben az ELTE Bölcsészettudományi Karán szerzett diplomát. 1995-ben kandidált. 1971-től nyugdíjba vonulásáig az MTA Művészettörténeti Kutató Intézet tudományos munkatársa, majd 1996-tól főmunkatársa volt. Részt vett A magyarországi művészet története kézikönyvsorozat 6. kötetének írásában és szervezési munkáiban. 1976-ban szerzett egyetemi doktori címet (Nagy Sándor gödöllői festő és iparművész munkássága). A századfordulós és kortárs művészet témáiból számos tanulmány, cikk szerzője, kiállítások rendezője.

## Kutatási területe
A 19–20. századi magyar és francia művészet, különös tekintettel a romantika, a szimbolizmus és a szecesszió korára. Részletesen feldolgozta a Gödöllői művésztelep történetét.

## Szakmai-közéleti tevékenysége
- a Zichy Mihály Alapítvány tagja
- a Lesznai Anna Társaság tagja
- az Európai Utas kuratóriumának tagja
- a Magyar Szecessziós Társaság elnöke

## Főbb művei
- R. Gellér Katalin: Bonnard; Corvina, Bp., 1975 (A művészet kiskönyvtára)
- Gödöllői Művésztelep; kiállításrend., katalógus Gellér Katalin, Keserü Katalin; MTA Művészettörténeti Kutató Csoport, Bp., 1977
- Nagy Sándor; Corvina, Bp., 1978 (A művészet kiskönyvtára)
- XIX. századi francia festészet; Corvina, Bp., 1985 (angolul, franciául, lengyelül, németül, oroszul, spanyolul is)
- Gellér Katalin–Keserü Katalin: Gödöllői művésztelep; Corvina, Bp., 1987
- Zichy Mihály, 1827–1906; Képzőművészeti, Bp., 1990
- Gellér Katalin–Keserü Katalin: A Gödöllői Művésztelep; bőv. kiad.; Cégér, Bp., 1994
- Nagy Sándor pesterzsébeti freskói; Pesterzsébeti Múzeum, Bp., 1996 (Pesterzsébeti múzeumi füzetek)
- Undi Mariska gyűjteményes kiállítása a gödöllői Városi Múzeumban; szerk. Őriné Nagy Cecília, tan. Gellér Katalin, fotók Kresz Albert; Városi Múzeum–Petőfi Sándor Művelődési Központ, Gödöllő, 1996
- A szecessziós könyvillusztráció Magyarországon, 1895–1925; Miskolci Galéria, Miskolc, 1997 (A magyar sokszorosított grafika száz éve)
- Szikora Tamás; Új Művészet, Bp., 2001 (Új Művészet könyvek)
- A Gödöllői Művésztelep, 1901–1920; tan. Gellér Katalin; Városi Múzeum, Gödöllő, 2001 (angolul és németül is)
- František Kupka. Jan és Meda Mládek washingtoni gyűjteményéből / From the Jan and Meda Mládek collection in Washington. Kortárs Művészeti Múzeum–Ludwig Múzeum Budapest, Közép-európai Kulturális Intézet, Budapest, 2001. december 14–2002. február 24.; szerk. Farkas János László, Gellér Katalin, Körber Ágnes; Közép-európai Kulturális Intézet, Bp., 2002
- A Gödöllői Művésztelep, 1901–1920; szerk. Gellér Katalin, G. Merva Mária, Őriné Nagy Cecília; Gödöllői Városi Múzeum, Gödöllő, 2003
- Mester, hol lakol? Nagy Sándor művészete; Balassi, Bp., 2003
- Sásköpeny és aranycsipke. 19. századi rajzolók közép-európai viseletképei a Magyar Nemzeti Múzeum gyűjteményéből. Kiállítás a Közép-európai Kulturális Intézetben, 2003. január 16–február 21.; szerk. Gellér Katalin; Közép-európai Kulturális Intézet, Bp., 2003
- Dunai vázlatok. 19. századi rajzolók táj- és városképei. Kiállítás a Közép-európai Kulturális Intézetben, 2001. szeptember 20–október 20. / Sketches on the Danube. Vedutas by 19th century artists. Exhibition in the Central European Cultural Institute 20 September–20 October 2001; szerk. Gellér Katalin; Közép-európai Kulturális Intézet, Bp., 2003
- A magyar szecesszió; Corvina, Bp., 2004 (Stílusok – korszakok)
- Zichy; bev., képvál. Gellér Katalin; Corvina, Bp., 2007
- Elizabeth Brunner; katalógus Bethlenfalvy Géza, Gellér Katalin, Kőfalvi Csilla; Kanizsai Kulturális Központ, Nagykanizsa, 2011
- Sassy Attila. Ópium-álmok; Kieselbach, Bp., 2014
- Undi Flóra: Undi Mariska családja és művészete / Gellér Katalin: Az Undi-lányok; Püski, Bp., 2014
- A magyar szimbolizmus; Corvina, Bp., 2016 (Stílusok – korszakok)
- Gellér Katalin–Dénes Mirjam: Japonizmus a magyar művészetben / Japonism in Hungarian art; Kovács Gábor Művészeti Alapítvány, Bp., 2017
- Magyarok a Julian Akadémián. Az első nemzedék; L'Harmattan–Könyvpont, Bp., 2017